# Reino de Fazogli
Reino de Fazogli era um obscuro estado pré-colonial no que hoje é o sudeste do Sudão e o oeste da Etiópia. Pensa-se que foi criado após a queda do núbio cristão Reino de Alódia por volta de 1500. Centrado em torno da região montanhosa de Fazogli e servindo como tampão entre o Sultanato Funje e o Império Etíope, durou até sua incorporação no Sultanato Funje em 1685.

## História

### Formação
Na Idade Média, grandes partes do centro e sul do Sudão, incluindo a região de Fazogli, na fronteira com a Etiópia, eram controladas pelo núbio cristão Reino de Alódia. Desde o século XII, Alódia estava em declínio, um declínio que já estaria avançado cerca de 1300. Nas tribos beduínas árabes do século XIV e XV dominaram a maior parte do Sudão, avançando até o sul da ilha de Aba. Na segunda metade do século XV, praticamente toda a Alódia havia sido colonizada pelos árabes, exceto na área ao redor de Soba, capital de Alódia, na confluência do Nilo Azul e Branco. Posteriormente, Soba foi conquistada pelos árabes ou pelo funjes africanos, com fontes sudanesas datando esse evento no século IX após a Hégira (c. 1396-1494), no final do século XV, 1504 e 1509. Os funjes então estabeleceram um sultanato com Senar como sua capital, que se estenderia até o norte até a terceira catarata do Nilo.
O historiador Jay Spaulding sugere que Alódia sobreviveu à queda de Soba. Acredita que o "Reino de Soba" mencionado pelo viajante judeu Davi Reubeni em 1523 é uma referência à Alódia e acredita que esteja localizado em algum lugar na margem leste do Nilo Azul. Este "Reino de Soba" tinha um território a uma distância de dez dias de jornada e abrangia o "Reino de Algal", que era descrito como subordinado a Amara Duncas, sultão de Senar. "Algal" é provavelmente uma referência à tribo árabe dos jalins. Usando tradições orais, Spaulding continua argumentando que os alódios acabaram abandonando o território que ainda mantinham no baixo vale do Nilo Azul e se retiraram à região montanhosa de Fazogli, no sul, onde restabeleceram seu reino. Uma tradição obtida no século XIX, por exemplo, lembra que:
| “ | Os reis de Fazogli, cujo domínio se estendia por grande parte da península de Senar (a Gezira) e uma das capitais do antigo Soba, foram forçados a ceder diante dos recém-chegados [...] os funjes [...] e se retirar para suas montanhas [...] Lá [...] se mantiveram [...] [Assim] o Império de Fazogli emergiu dos escombros do Reino de Soba. | ” |

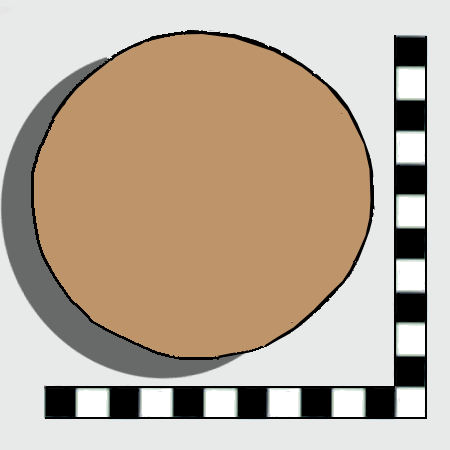
Cópia de uma pedra esférica descoberta em Maadide, semelhante às pedras ritualizadas de Soba dos gules e bertas. Como levam o nome de Soba, capital da Alódia, é possível que tenham servido como "memórias materiais de uma pátria ancestral a montante do Nilo Azul"

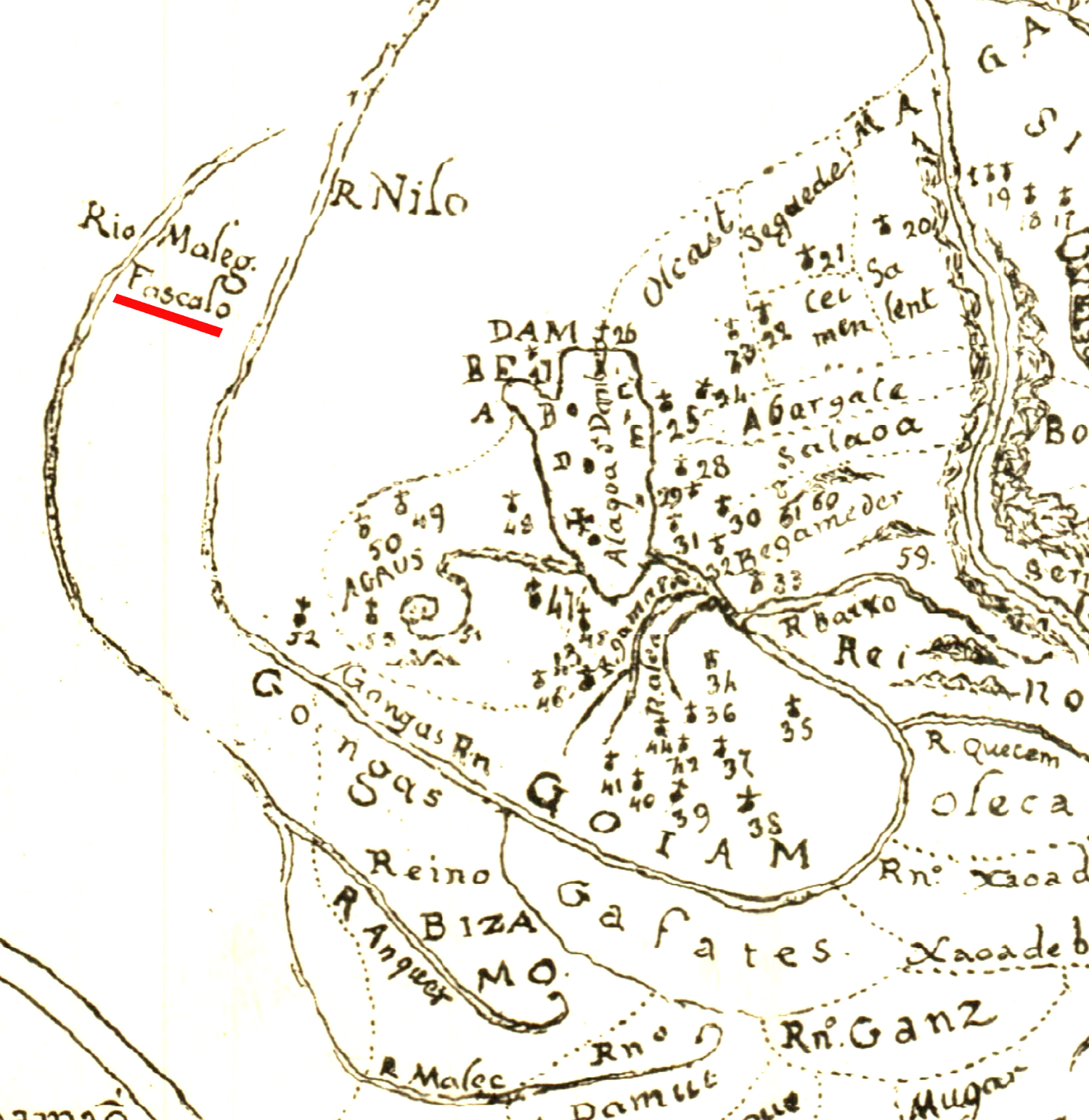
Fazogli ("Fascalo", sublinhado em vermelho) num mapa português de c. 1640

As tradições locais também se lembram das migrações alódias em direção a Fazogli. Fazogli como local de exílio núbio também é mencionado na Crônica Funje, compilada por volta de 1870. Uma cultura arqueológica denominada "tradição Jebel Maadide", centrada em Maadide em Cuara, no oeste da Etiópia, com arquitetura e cerâmica monumentais semelhantes às encontradas em Soba, tem sido atribuída muito recentemente a esses refugiados. Considerando as evidências arqueológicas, foi sugerido que já haviam começado a chegar às fronteiras da Etiópia com o Sudão no século XIV. Assim, teriam chegado quando Alódia ainda existia, mas já estava em grave declínio.

### Entre Senar e a Etiópia
O reino de Fazogli estava localizado entre o Sultanato de Senar e o Império Etíope, servindo de Estado-tampão entre eles. O africanista Alessandro Triulzi descreve a extensão aproximada do reino da seguinte forma:
| “ | a leste, incluía o país gumuz entre Galabate e o Nilo Azul, com seu centro em Guba; a oeste, incluía o país burum, com seu centro em Jebel Gule, cujo reino se estendia até o sul de Cafa, no sul da Etiópia, e para o sul incluía principalmente o país berta, ao longo do vale aurífero de Tumate até Fadasi nos arredores do território habitado pelos oromos. | ” |

Seu território teria sido habitado predominantemente por falantes de línguas sudanesas orientais. Segundo Spaulding, mantinha a fé cristã, pelo menos entre a elite alódia dominante. Segundo ele, essa elite ficaria conhecida como hamaje, mas também seria possível que fosse de fato a maior parte da população fazogliana que constituía os hamajes.
Fazogli era famoso por seu ouro. Uma fonte portuguesa de 1607 afirma que tinha "muito ouro fino e bons cavalos trocando comércio com o império (etíope)". Outro publicado em 1622 registra que "(...) é certo, como todos dizem e o imperador Seltã Caguede (Sisínio) me disse que o melhor ouro em todas as suas terras é do Reino de Fascalo". Teria sido o seu ouro, no entanto, que chamou a atenção de seus vizinhos, e a Etiópia e Senar fariam periodicamente reivindicações não fundamentadas de que os campos de ouro de Fazogli estavam em seus respectivos domínios. No entanto, o período entre o final do século XV e o início do XVII teria sido problemático às fronteiras da Etiópia com o Sudão, como é refletido pelos assentamentos da "tradição Jebel Maadide", que não estavam apenas localizados em posições naturalmente defendidas, mas também protegido por sistemas defensivos adicionais. Registra-se que os hamajes estiveram envolvidos na Guerra Abissínio-Adal como aliados do povo de Xire Inda no norte da Etiópia, perto de Cassala. Durante o reinado do sultão Daquim (1568–1585), houve uma expedição a Abu Ramla, ao sul de Maadide. Daquim foi derrotado e, quando voltou para Senar, foi confrontado por Ajibe, um ambicioso príncipe menor do norte da Núbia. Primeiro Ajibe adquiriu maior autonomia, depois acabou vassalizando os sultões de Funje e, finalmente, em 1606, invadiu a Gezira e empurrou o sultão, Abdalcáder II, à Etiópia. Uma tradição oral lembra que Ajibe fundou várias mesquitas no que seria o território fazogliano, o que, se a tradição for precisa, pode sugerir um envolvimento fazogliano na luta pelo poder entre Ajibe e Senar, possivelmente tomando partido de Ajibe. Se uma invasão das forças de Ajibe no território fazogliano ocorresse, teria sido de curta duração, sem consequências duradouras. Ajibe acabou sendo morto em batalha em 1611-1612.

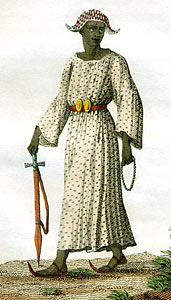
Governador funje (manjil) de Fazogli, ca. 1820

Diz-se que em 1615 Fazogli foi conquistada pelo imperador etíope Sisínio, que, segundo Spaulding, resultou na perda de sua independência. Maadide é atestado por ter sido destruído no século XVI ou no início do XVII, o que pode ser atribuído aos etíopes ou funjes. Os imperadores etíopes tentaram integrar Fazogli ao reino, mas em setenta anos, com a morte de João I (r. 1667–1682), a Etiópia havia perdido o controle sobre Fazogli. Com o declínio da influência etíope, Senar tentou preencher o vácuo. Em 1685, "os príncipes hamajes de Fazogli" foram subjugados por Senar.

### Fazogli sobre os funjes
Está registrado que o funjes mantiveram o governante de Fazogli em vez de substituí-lo por um novo governador da província. Como vassalos de Senar, os governadores de Fazogli receberam o título de manjil. Segundo Spaulding, os hamajes permaneceram cristãos por pelo menos uma geração após a conquista, mas em meados do século XVIII haviam se convertido ao Islã. Dizia-se que um principado cristão, Xaira, existia na área da fronteira entre a Etiópia e o Sudão até o início da década de 1770. Integrados ao Sultanato de Senar, os hamajes se tornaria um de seus grupos étnicos mais dominantes e Fazogli, juntamente com as outras duas províncias meridionais de Cordofão e Alais, se tornou sua província mais importante, devido principalmente a importância de seu ouro à economia de Senar. Em 1761-1762, Maomé Abu Licailique, um comandante militar originário de Fazogli, reuniu uma "conjunto heterogêneo de nobres neoalódios, senhores da guerra, soldados escravos, comerciantes e fucara (professores religiosos)" e assumiu o controle do sultanato, iniciando a Regência Hamaje, que durou até a invasão turco-egípcia de 1821.